# Virgen de Araceli
La María Santísima de Araceli es una imagen mariana de talla completa revestida que representa la maternidad y la Purísima Concepción de la Santísima Virgen María. La talla data del año 1562. Es una de las imágenes marianas con más carga devocional no sólo de la provincia si no de toda la subbética. Se encuentra en Lucena (Córdoba), lugar donde es patrona desde 1851 y alcaldesa perpetua desde 1955. Posee una gran devoción en la ciudad y en la provincia de Córdoba, siendo la primera devoción en ser coronada Canónica y Pontificalmente en la diócesis y provincia. Su devoción se extiende por toda Andalucía, y  diferentes puntos de España, existiendo filiales en varias zonas geográficas del mismo. 
Dicha devoción, fundamentalmente señalada por el sector agrario, hicieron que el entonces Obispo de Córdoba, el padre Fray Albino González, en 1954, la proclamara Patrona del Campo Andaluz. Actualmente, la Santa Sede se encuentra tramitando la oficialidad de dicho nombramiento, que desde entonces y de forma popular se le ha otorgado a María Santísima de Araceli.
La imagen de María Santísima de Araceli es una talla de 163 cm de altura, y esta realizada en madera de ciprés. Originalmente fue concebida como talla de busto completo y sin niño, adaptándose a vestir posteriormente con diversas modificaciones a la efigie, en torno a principios del siglo XVII. Representa a una mujer joven con mirada al frente, con largo cuello y en actitud orante, vistiendo una túnica de color carmesí de alto talle que rompe al tocar una nube de querubines sobre la que se sostiene.
El Icono Aracelitano ha ido evolucionando desde su creación, hasta llegar a mostrarse tal y como lo conocemos en la actualidad, vistiendo a la talla con telas preciosas y de diferentes materiales, resumiéndose en un largo manto, una saya y una corona de oro. Es en esta etapa, de principios del barroco, cuando se incorpora a la iconografía aracelitana el divino infante. Actualmente, la imagen de María Santísima de Araceli es una efigie altamente reconocible por la manera de presentar sus atributos textiles, así como por llevar en sí numerosa muestra de la colección de joyas que durante siglos se ha regalado a María Santísima, consiguiendo en la actualidad uno de los joyeros de imágenes marianas más ricos de España
La ciudad de Lucena ostenta el título de Mariana, debido a la profunda devoción de los lucentinos y lucentinas a la santísima virgen, siendo una de las pocas localidades de España en poseer dicha distinción.

## Historia
Sobre el monte Capitolio, en Roma, se alza la Basílica de Santa María in Aracoeli la cual está dedicada a la advocación de la Madonna di Aracoeli, Coopatrona de la ciudad de Roma. Dicho templo es de gran relevancia no sólo histórica, sino católica, ya que es considerado el primer templo levantado antes de la creación de la propia Iglesia, construida en tiempos del emperador Augusto, debido a una visión que tuvo él mismo, de la santísima virgen. Esta le pidió construir un templo que fuera dedicado al Altar del Cielo, origen etimológico de la advocación que después adaptaría la Madonna, y la efigie de la madre dulce y buena.  
En ese lugar, a finales del siglo XVI, D. Luis Fernández de Córdoba, II Marqués de Comares, en una visita diplomática a ciudad de Roma, quedó prendado ante la belleza de una imagen que presidía el altar mayor del templo; tanto le gustó, que mandó que esculpieran una talla como dicho Icono para su palacio en Lucena. Pocos datos existen de la creación de la imagen, y de cómo el Marqués la obtiene. Sin embargo, el historiador D. Francisco Antonio Tenllado, descubrió e investigó sobre la existencia de unos datos que hacen referencia al recorrido que el nobiliario siguió durante su viaje de vuelta a Lucena, donde ya portaba la imagen de la santísima virgen. El resumen, dicta lo siguiente…  
Siendo abril, de 1562, se describe: 
- Domingo 12: desembarcó en el puerto de Alicante el Marqués de Comares trayendo de Roma el rico tesoro de la hermosísima Imagen de la Santísima Virgen de Araceli.
- Lunes 13: parece que se emplearía en preparar las caballerías y todo lo necesario para el viaje.
- Martes 14: salió el Sr. Marqués con su comitiva compuesta de Juan Onieva, los criados y soldados de su escolta. Anduvieron desde Alicante hasta Elche, 4 leguas; de Elche a Albatera, 2 leguas.
- Miércoles 15: de Albatera a Callosa, 2 Leguas; de Callosa a Oríhuela, 1; de Orihuela a Santomera, 1.
- Jueves 16: de Santomera a Murcia, 3; de Murcia a Lebrillo, 1; de Lebrillo a Totana, 3.
- Viernes 17: de Totana a Lorca, 4; de Lorca a Lumbreras, 4.
- Sábado 18: de Lumbreras a Vélez Rubio, 3; de Vélez Rubio a Chirivel, 3
- Domingo 19: No caminaron.
- Lunes 20: de Chirivel a Cullar-Baza 3; de Cullar-Baza a Baza, 4.
- Martes 21: de Baza a Venta del Baúl, 3; de Venta del Baúl a Guadix, 4.
- Miércoles 22: de Guadix a Purullena, 1; de Purullena a Diezma, 2; de Diezma a Molinillo, 1’5.
- Jueves 23: de Molinillo a Huétor Santillán, 3; de Huétor Santillán a Granada, 1’5; de Granada a Santa Fe, 2.
- Viernes 24: de Santa Fe a Láchar, 2; de Láchar a Loja, 4.
- Sábado 25: De Loja, a Iznájar, 3; de Iznájar a Rute, 2; de Rute a la encrucijada del camino de Lucena, donde hoy está la Cruz de Araceli, 1’5.

Al acercarse a Lucena, los caballos que portaban la imagen se perdieron a causa de una fuerte tormenta. Cuenta la leyenda, que los caballos se perdieron donde está hoy la Primera Cruz, y aparecieron al día siguiente donde hoy se encuentran las Tres Cruces, en la cima de la Sierra de Aras. Según la comitiva, las bestias no se movieron del sitio, cobijando a la caja donde se portaba la sagrada imagen de la virgen. Se interpretó por tanto, que la santísima virgen María debía permanecer en la cumbre de ese cerro, como si de un milagro se tratara. Actualmente, en la cima de ese cerro donominado Sierra de Aras se encuentra el Real Santuario Diocesano de Nuestra Señora de Araceli, considerado una de las obras cumbres de la arquitectura barroca andaluza, donde la divina serrana permanece todo el año, salvo en el mes de mayo, que visita Lucena para celebrar las fiestas en su honor.

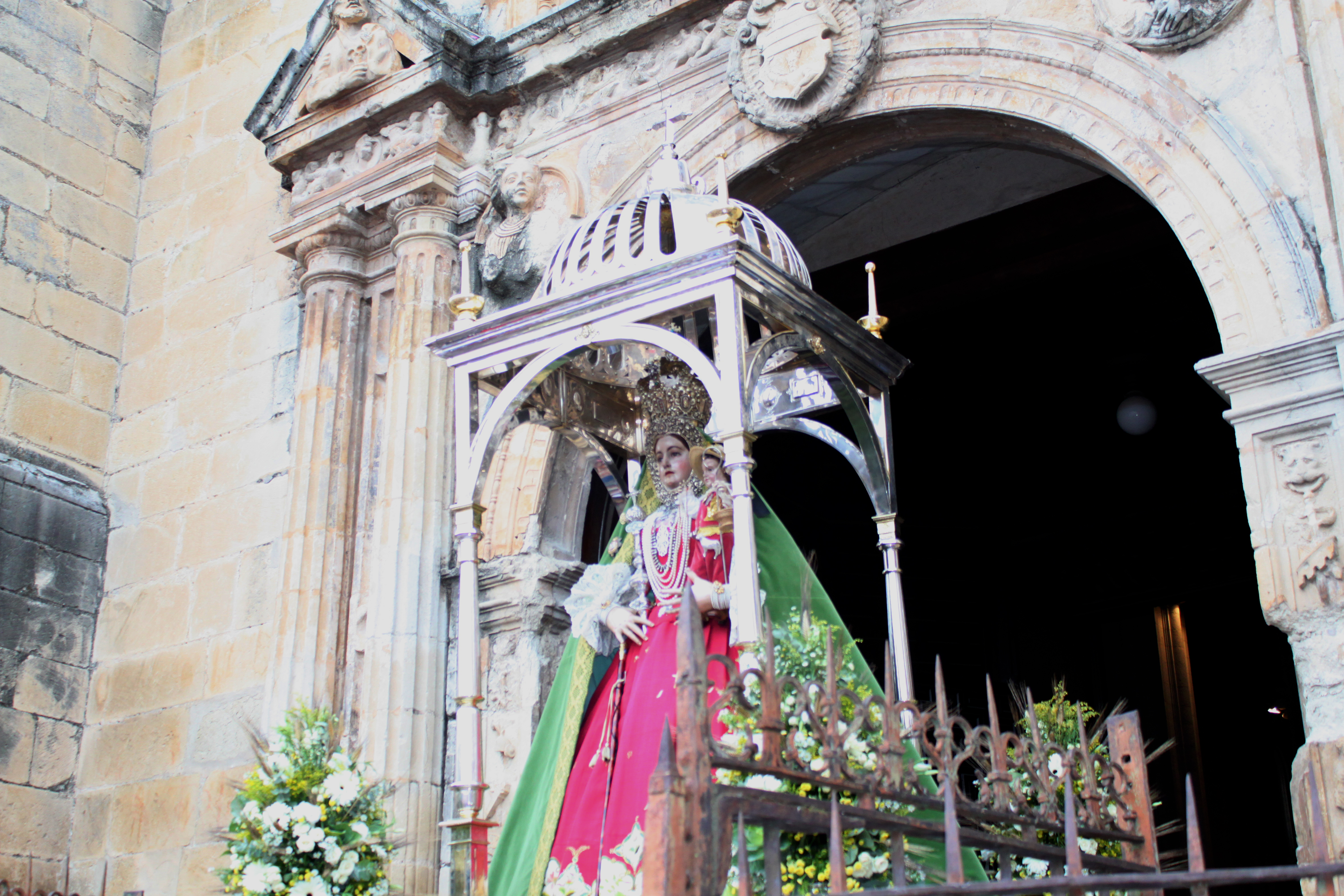
Virgen de Araceli saliendo de San Mateo en la romería de subida.

## Efemérides y Coronación Canónica Pontificia
Desde que la comitiva interpretó la llegada de la virgen a la cumbre como un milagro, se ha ido extendiendo la historia y la devoción en torno a la Virgen de Araceli en Lucena y alrededores, a lo largo de muchos siglos. La historia de la devoción Aracelitana es rica en datos y documentos que Lucena ha ido relatando en su honor y guardando con el más mínimo detalle. 
- Un acta municipal de fecha 27 de abril de 1562, en la que consta el acuerdo de que se prepararan las “caxas de atambores” para “salir a recibir la Imagen de Nuestra Señora de Araceli”, es el primer vestigio documental de la presencia de la virgen en la ciudad de Lucena. El 20 de abril de 1563, se funda la Cofradía de Nuestra Señora de Araceli. A partir de esta fecha se constata la celebración de la festividad de Nuestra Señora de Araceli el primer domingo de mayo.
- En abril de 1589 se llevan a cabo las primeras rogativas por causa de sequías en el campo, prolongándose dichas peticiones a lo largo de los siglos en numerosas ocasiones.
- El 8 de septiembre de 1603 (hoy festividad de la Natividad de la Santísima Virgen María) se inaugura el primitivo santuario en la cumbre de la Sierra de Aras para dar cobijo a Nuestra Señora.
- En 1628 se realizan las primeras andas de plata, que constituyeron el arquetipo de otras muchas elaboradas con posterioridad.
- En 1695 se diseña y se realiza el retablo mayor del Real Santuario, por Acisclo Manuel Muñoz, ayudado por Francisco Hurtado Izquierdo y otros artistas de la época. Surge así una de las mayores manifestaciones artísticas barrocas de Andalucía.
- En 1722 se realizan las yeserías del presbiterio, los arcos torales, la cúpula y la pechina, realizadas por Antonio de Ribera.
- El 6 de diciembre de 1792 se proclama la posibilidad del patronazgo de María Santísima de Araceli sobre Lucena, desencadenando un conflicto interno entre lucentinos y lucentinas debido a que, en aquellos tiempos, se le profesaba un vínculo especial en la ciudad a la devoción de San Jorge. El cual, era considerado de forma popular “patrón” de la ciudad. Dicho conflicto acaba cuando la Santa Sede, presidida por el papa Pío IX, proclama como Patrona ÚNICA de la ciudad de Lucena, a María Santísima de Araceli en 1851.
- En torno a 1909, se despiertan las iniciativas para coronar canónicamente a María Santísima de Araceli. Algunas de las coronaciones de la época como el caso de la Virgen de los Reyes (Patrona de Sevilla y su archidiócesis) en 1904, la Virgen de las Angustias (Patrona de Granada y su archidiócesis) en 1913 o la Virgen del Rocío (Patrona de Almonte, Huelva) en 1919, fueron alicientes para que Lucena tomara consciencia de la importancia de la coronación. Tras diferentes intentos de promover una comisión, no fue hasta 1922 cuando se fundó la misma, siendo documentada como la primera comisión oficial de los actos de coronación de la Santísima Virgen de Araceli. Es en el mismo año cuando se borda el futuro manto de la Coronación. Los acontecimientos de la época obligan a enlentecer los trámites necesarios, teniéndose que aplazar la fecha de la coronacion en varias ocasiones. En 1931 se obtienen las coronas de coronación, realizadas por el insigne orfebre sevillano Cayetano González, personaje ilustre e histórico del arte moderno de nuestro país. No fue hasta el 2 de mayo de 1948 cuando se pudo coronar canónicamente a María Santísima de Araceli. Dicho evento se ha convertido en uno de los mayores hitos de la historia reciente de Lucena y de las devociones marianas, siendo María Santísima de Araceli la primera imagen coronada de toda la provincia y diócesis de Córdoba.
- El día 2 de mayo de 1948, día de la Coronación, a las diez de la mañana, se concelebraba un solemnísimo pontifical que ofició el excelentísimo y reverendísimo arzobispo de Granada, Don Balbino Santos Oliveira, contando en la presidencia con el Emmo. y Rvdmo. Cardenal Dr. D. Pedro Segura Sáez, arzobispo de Sevilla, asistido por los muy ilustres señores D. José Padilla Jiménez, deán de la S.I.C. de Córdoba y don Félix Romero Mengíbar, canónigo magistral.  
También concelebraban los prelados de Granada, Jaén, Cádiz y Córdoba. En un lugar preferente estaba el Excmo. Sr. Ministro de Agricultura, D. Carlos Rein, representando al Jefe del Estado en la ceremonia de la Coronación. Intervino en la celebración el Coro Easo, de San Sebastián, interpretando brillantemente la Misa de Bartolomeus, a cuatro voces, dirigida por el Maestro de Capilla de la Catedral de Sevilla don Norberto Almandoz. Al final, se cantó el himno a la Virgen de Araceli, dirigido por el maestro Ángel Galarza, director del coro y acompañado al piano por su propio compositor D. Luis de Aramburu. El cardenal Segura y el ministro de Agricultura, subieron a una plataforma superior en el momento de la imposición de la corona. Primero, el ministro ofreció a Su Eminencia la corona del Niño Jesús, del mismo estilo y características, aunque de tamaño más reducido al de la Virgen, y el Cardenal se la impuso. Acto seguido colocó sobre la frente de la Virgen de Araceli la hermosísima corona. El instante fue de extraordinaria emoción que no pudo disminuir la lluvia, al tiempo que la Banda de Música del Regimiento de Infantería interpretaba el Himno nacional y las campanas eran echadas al vuelo. Años más tarde, el mismísimo Luis De Aramburu, comunicó su satisfacción con el acto y declaró su emoción hacia el recuerdo de, como Lucena, sentía un profundo amor a su patrona, que en esa mañana del dos de mayo se vio más que reconocida.

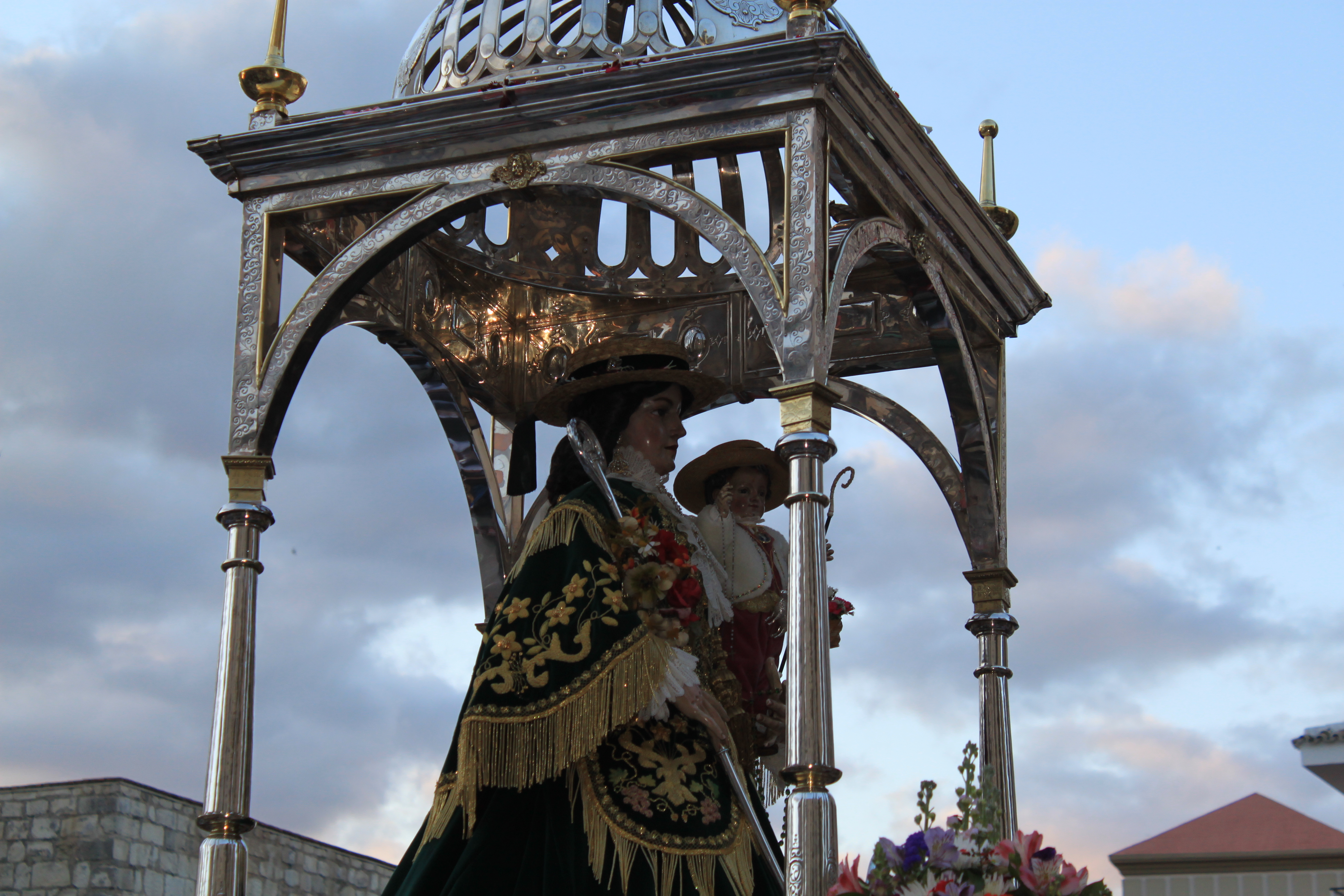
Virgen de Araceli en la romería de bajada.

- En 1954 es cuando el entonces Obispo de Córdoba, Fray Albino González, en el transcurso de la Función Principal a María Santísima de Araceli, la proclama como Patrona del Campo Andaluz, debido a la gran devoción existente entre los trabajadores del sector agrario a la bendita madre. Este hito histórico hace que, desde ese momento, la sociedad andaluza y española que venían a visitar a la Santísima Virgen, así como sus devotos y fieles, adoptaran este título y reconocieran de forma popular el patronazgo de María Santísima de Araceli sobre los campos de Andalucía. Dicho título se encuentra actualmente gestionándose desde la Santa Sede, en Roma, para otorgarle la oficialidad eclesiástica que merece
- En 1955 se proclama como alcaldesa perpetua de la ciudad de Lucena a María Santisima de Araceli, además se le entrega el Bastón de Mando y Medalla de Oro de la ciudad.
- En 1973 se celebra el XXV aniversario de la Coronación Canónica y en 1998 el cincuentenario del mismo.
- Se declaran las Fiestas Aracelitanas de Interés Turístico Nacional en 2009
- En 2012 se celebran unas fiestas aracelitanas extraordinarias con motivo del 450 aniversario de la llegada de María Santísima de Araceli a Lucena.
- En 2020, el Obispo de Córdoba, Don Demetrio González, otorga al Real Santuario de María Santísima de Araceli el título de DIOCESANO.
- En 2023 se celebran los actos del LXXV Aniversario de la coronación canónica de la Santísima Virgen de Araceli, entregándose en el transcurso de la función religiosa la llave de la ciudad de Lucena.
- El 29 de abril de 2023, durante la misa pontifical extraordinaria celebrada por el LXXV aniversario de la coronación canónica, el Obispo de Córdoba Don Demetrio González, ratifica y proclama de nuevo a María Santísima de Araceli como Patrona del Campo Andaluz, informando a los devotos que los Obispos del Sur de España secundarán el apoyo de dicho título para oficializarlo en la Santa Sede.

## Fiestas Aracelitanas y actos de culto
Son declaradas de Interés Turístico Nacional en 2009. Durante todo el mes de mayo, con la estancia de María Santísima de Araceli en Lucena, se realizan numerosos actos de culto, siendo tradición celebrar los días centrales de las fiestas en torno al primer domingo de mayo.
La programación de actos desde que la Santísima Virgen de Araceli llega a Lucena, hasta su despedida, tras haber presidido el mes de mayo en la ciudad, son presentados de forma oficial en un acto cívico en el Palacio Erisana, donde las autoridades civiles y eclesiásticas acogen a los personajes ilustres de las Fiestas Aracelitanas de cada año como son, la Aracelitana Mayor y su Corte de Damas de Honor, los Manijeros de las diferentes cuadrillas, el Pregonero/a de las Glorias de María acompañado/a por su presentador/a y el/la Oferente de los Frutos del Campo Andaluz. A su vez, se oficializa la presentación del cartel de las fiestas.
• Previamente a la celebración de las fiestas en sí, tiene lugar la bajada en romería de la imagen de la Santísima Virgen, María de Araceli, desde su Real Santuario Diocesano, hasta la ciudad de Lucena. El penúltimo domingo de abril es el día marcado en la tradición aracelitana para celebrar dicho acontecimiento, donde la Santísima virgen, vestida con su atuendo de Dama Caminante, emprende a hombros de los lucentinos su viaje Romero hasta Lucena, donde es recibida con júbilo y alegría entre sus devotos. Esta celebración de la llegada a Lucena en Romería, se ha convertido en los últimos años en uno de los días más señalados y escogidos por los devotos para visitar y acompañar a María Santísima de Araceli. 
• El viernes anterior al primer domingo de mayo, a las 12 de la mañana, comienzan las Fiestas Aracelitanas con repiques de campanas y salvas en honor a la Virgen. Ese mismo día, a las 9 de la noche, se proclama a la Aracelitana Mayor y su Corte de Damas de Honor, previamente siendo aprobadas en un pleno extraordinario del Excelentísimo Ayuntamiento de Lucena. Es esta, una tradición de gran autenticidad de la ciudad de Lucena y que, desde hace más de 70 años, se viene desarrollando en la localidad. El nombramiento de la Corte Aracelitana de cada año supone uno de los momentos más emotivos para el pueblo de Lucena y sus mujeres, que se ven representadas en una corte de honor de 7 damas que dedican todo el año su tiempo y devoción a la Santísima Virgen de Araceli, implicando a sus familiares y amigos, y a todo el pueblo de Lucena. Posteriormente a la proclamación, comienza el Pregón de las Glorias de María. Este doble y emotivo acto del primer día de las fiestas de celebra en la Parroquia Mayor de San Mateo Apóstol.
• El sábado, víspera de primer domingo de mayo, a partir de las 6 de la tarde, comienza desde el Paseo de Rojas la multitudinaria Ofrenda Floral hasta los pies de María Santísima, un evento destacado por la sociedad lucentina debido a la gran respuesta de diferentes colectivos, asociaciones, peñas, hermandades y cofradías, grupos de devotos y particulares, que hacen su entrega de amor en forma de flor a la Patrona de los Campos de Andalucía. Es tradicional que muchas mujeres vistan el típico y tradicional traje de lucentina, caracterizado por presentar diferentes complementos y atributos tradicionales de las 8 provincias de Andalucía. Esa misma noche, al toque de las 00.00 horas, los Campanilleros de la Aurora realizan su tradicional salutación y felicitación ante María Santísima de Araceli, con cantos e himnos, momento de gran emoción que da comienzo al primer domingo de mayo, día de María Santísima de Araceli. 
• El primer domingo de mayo es el día marcado en la tradición aracelitana para celebrar el nombre de la madre de todos los lucentinos y su devoción. A las 12 del mediodía tiene lugar la Solemnísima Función Principal que siempre es oficiada por el Obispo de Córdoba (único domingo en el año en el cual, el clero de la diócesis cordobesa, no preside la eucaristía dominical en la Catedral, sino que se traslada a la Parroquia de San Mateo Apóstol de Lucena). Cada año participa la Coral lucentina y la Orquesta Sinfónica del Conservatorio Profesional de Música de Lucena “Maestro Chicano Muñoz”, interpretando la maravillosa Misa del Campo Andaluz, una composición del maestro D. Antonio Villa Álvarez de Sotomayor, que se ha convertido en la bella amalgama de melodías aracelitanas, destacando sus alusiones a los diferentes palos flamencos que predominan en la tradición musical andaluza. A las 8 de la tarde comienza la Majestuosa y Solemnísima  Procesión de Alabanzas de María Santísima de Araceli por las calles de su pueblo, acompañada por cantes de fandangos y vítores, siendo durante todo el recorrido y en especial, en calle el Peso y plaza Nueva, muy multitudinaria. A su entrada y durante 30 minutos, tiene lugar un famoso juego pirotécnico de fuegos artificiales acompañados por la música aracelitana. Este espectáculo de fuegos se ha convertido en otro de los momentos relevantes de los cultos de la Santísima Virgen de Araceli, ya que son momentos emocionantes donde se rinde una profunda y personal oración en el final del día grande de Lucena a la que es patrona del Campo Andaluz.

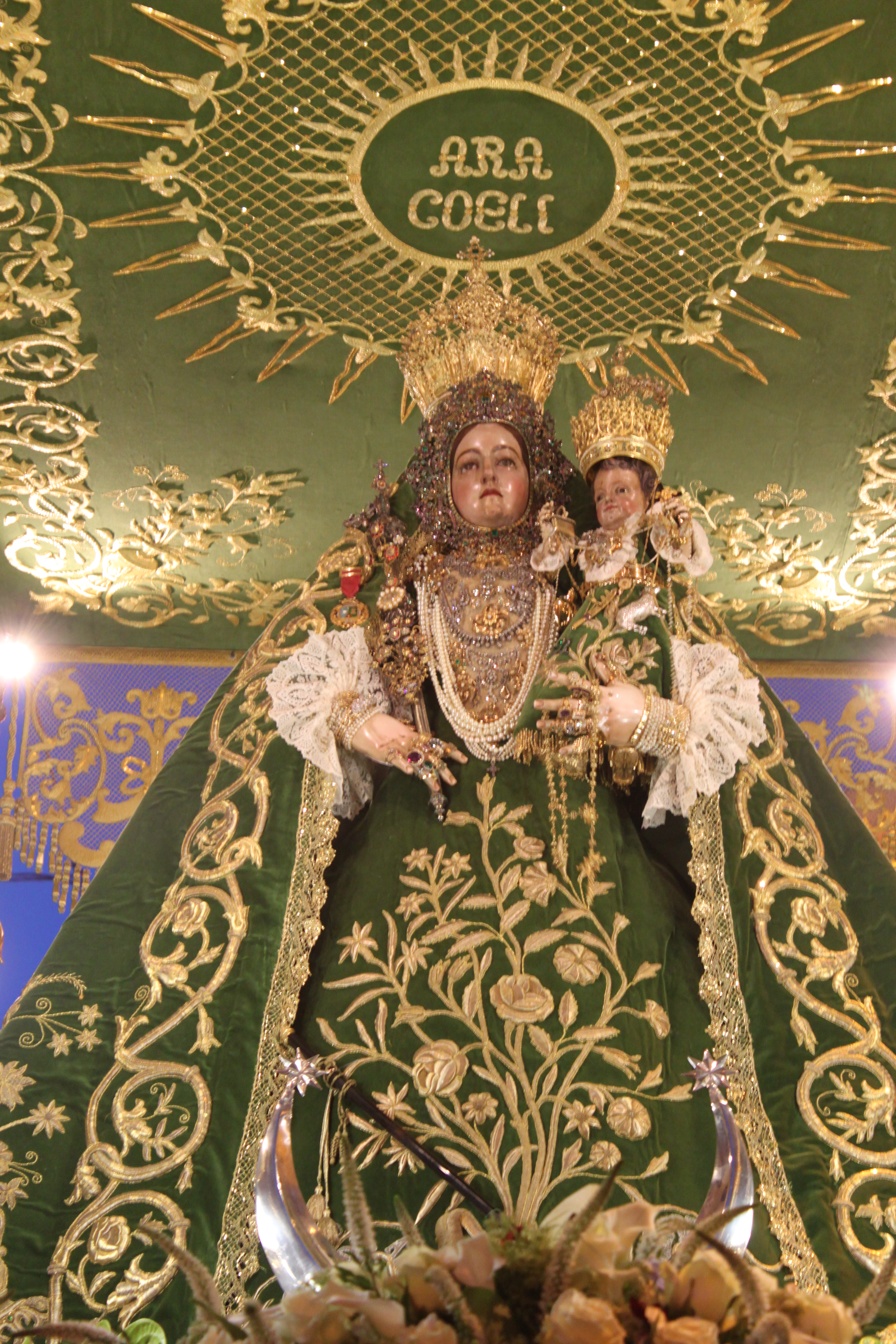
Virgen de Araceli el primer domingo de mayo portando el terno verde bordado en hilo de oro fino.

• Desde el lunes siguiente comienza la Novena de la Virgen, en la cual la Coral Lucentina interpreta una gran variedad de piezas musicales. 
• El segundo fin de semana tiene lugar el Fiel y Devoto Besamano que dada su popularidad, se incrementó entre el sábado y domingo. Es otro de los actos más señalados por los lucentinos.
• El cuarto domingo de mayo se alberga la presentación a los recién nacidos durante el año. 
• Además, durante la estancia de la madre dulce y buena en Lucena en el mes de mayo, también se celebran misas por la tercera edad, matrimonios, vigilias, y otros actos culturales y religiosos, como la despedida de la Hermandad del Rocío de Lucena hacia la aldea Almonteña para celebrar los actos de la Romería hacia la Blanca Paloma, Nuestra Señora del Rocío.
• Es el primer domingo de junio el día en que la Sagrada Imagen abandona el centro de la ciudad y regresa a su Santuario, localizado en la cumbre de Aras, en romería, vestida de reina, y acompañada por numerosos fieles en carrozas y devotas mujeres vestidas con el traje de flamenca, cerrando así el ciclo aracelitano en la ciudad hasta el próximo mes de abril.
• Fuera de este ciclo y, enmarcados en los actos de culto interno que la Real Archicofradía de María Santísima de Araceli programa a lo largo del año, es de destacar la celebración de la tradicional Ofrenda de Frutos a la madre dulce y buena. Esta celebración es una eucaristía que se lleva a cabo en el Real Santuario Diocesano de Aras y que tiene lugar en fecha flexible siempre a finales del mes de septiembre y principios del mes de octubre. En ella, un personaje ilustre relacionado con la actualidad social y que tiene alguna repercusión sobre la devoción Aracelitana, es nombrado por la Archicofradia para realizar esta ofrenda, verbalizando una hermosa exaltación personal sobre la bendita madre de Araceli. Posteriormente, coloca una representación de los frutos tradicionales de nuestra tierra a las plantas de María, en el interior de su camarín. 
• Durante el año, el Real Santuario Diocesano de Aras vive una serie de actos de culto interno, destacando numerosas peregrinaciones anuales de hermandades, cofradías, asociaciones parroquiales y grupos jóvenes de Lucena y de toda la geografía española. Además, se celebran diferentes actos litúrgicos como la Santa Misa del Santero en Cuaresma y la celebración de la eucaristía por el día de la Epifanía (donde se puede besar al divino infante). Por otro lado, se celebra todos los domingos la Santa Eucaristía, pudiéndose visitar el camarín de María Santísima de Araceli a su término.

## Himno Oficial de María Santísima de Araceli
La comisión cultural, que presidía el hermano marista don Jaime Gregori Corsa consiguió, en enero de 1948, del poeta D. José María Pemán, gracias a la gestión personal de don Antonio García Molero, la letra del himno oficial de Nuestra Señora, convocándose inmediatamente un concurso nacional para dotarlo de música.
A la convocatorio del concurso, desde todos los rincones de España se recibieron setenta y cuatro composiciones. El 27 de marzo de 1948, en Sevilla, un jurado presidido por don Norberto Almandor, acordó conceder el primer premio a la presentada bajo el lema "Ianua Coeli" del compositor vasco don Luis de Aramburu, organista de la parroquia de San Miguel de Vitoria.
El guipuzcoano coro Easo, formado por cuarenta y un profesores solistas, dirigido por D. Ángel Galarza estrenó oficialmente este himno el día 1 de mayo, en el lucentino Teatro Principal.
Desde su creación, el himno de María Santísima de Araceli se ha convertido en la melodía principal de la devoción aracelitana. Su letra y su melodía resuena en las casa de todos los lucentinos y lucentinas durante todo el año, y en especial, en el mes de mayo. Lucena guarda con celo dicha composición, valorándola y viviéndola cada vez que se hace presente Nuestra Señora. Se ha convertido por tanto, en un canto común para la ciudad.
Letra del Himno Oficial a María Santísima de Araceli
Virgen de Araceli, madre dulce y buena
Que estás en la cumbre guardando a Lucena
Contra todo mal,
Baja hasta nosotros igual que una vena
De amor celestial (BIS)
Velón de mil corazones
Lucena se está quemando
Por tu amor en oraciones
Que por ver la alegría de nuestra tierra
Se ha subido María sobre la sierra (BIS)
Postrados a tus plantas los lucentinos
Desde el Valle a la sierra
Con sus canciones
Trenzan cordones finos de corazones (BIS)
¡Viva la virgen bendita!
Que todo el año nos guarda y por mayo nos visita
¡Viva la virgen bendita!
¡Viva!

## Filiales

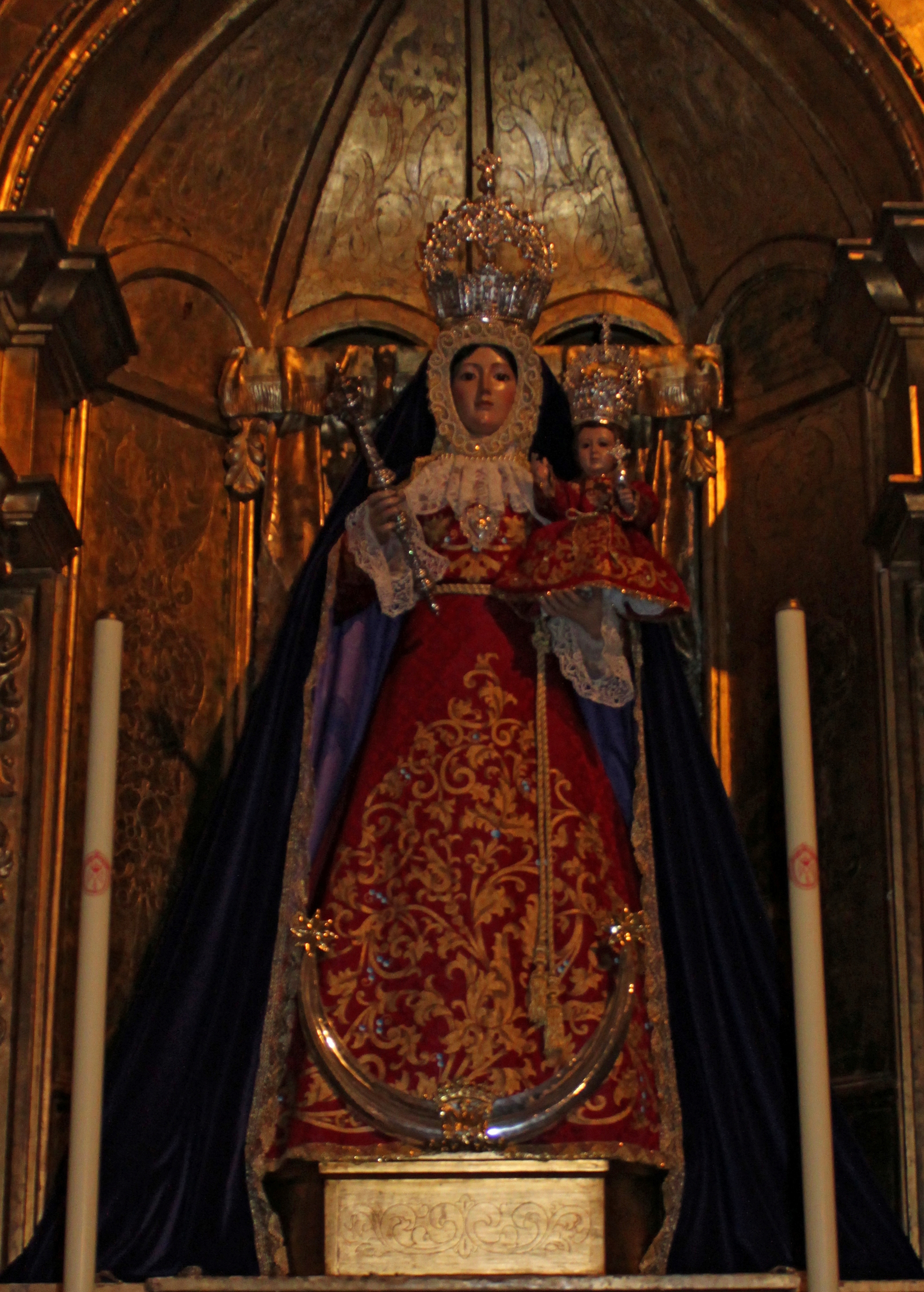
Virgen de Araceli (Sevilla) de Antonio Castillo Lastrucci

Durante todos los siglos de devoción Aracelitana se han ido fundando numerosos grupos de devotos que, tradicionalmente, viajaban hasta la ciudad de Lucena a implorar la efigie de la Santísima Virgen María de Araceli. Los pueblos de la Subbética rinden culto, como si devotos lucentinos fueran, a María Santísima de Araceli, debido a su cercanía geográfica con la ciudad de Lucena. Ejemplo de ello son pueblos como Benajemí, Encinas Reales, Monturque o Moriles. Algunos otros puntos geográficos de la Subbética fueron fundadores, siglos atrás, de grupos de devotos y asociaciones como Rute, Cabra, Iznájar o Puente Genil. Actualmente, el pueblo de Lucena acoge a numerosos fieles y devotos de toda la provincia de Córdoba. Debido a la extensión de la devoción Aracelitana, se fundan las primeras hermandades filiares oficiales a principios del siglo pasado, algunas creando nuevas imágenes inspiradas en María Santísima de Araceli, otras con algunas insignias o Simpecaos:
- Málaga: Iglesia del Santo Cristo de la Salud. Es la hermandad filial decana. (1920)
- Sevilla: Iglesia de San Andrés. (1943)
- Écija. Iglesia de Santa María. (1945)
- Córdoba: Iglesia de Nuestra Señora de Araceli, en Ciudad Jardín. (1947)
- Madrid: Iglesia de la Santa Cruz. (1948)
- Tarragona: Iglesia de S. José Obrero de Torreforta. (1958)
- Almería: Hermandad Nuestra Señora de Araceli, en el barrio de Araceli, Almería.
- Torreciudad: Santuario de Torreciudad. (2013)
- Jaén: Iglesia de San Antonio. (2023)